# Carlette Guidry-White
Carlette Denise Guidry-White (Houston, 4 settembre 1968) è un'ex velocista statunitense.
In carriera è stata campionessa olimpica e mondiale della staffetta 4×100 metri.

## Palmarès
| Anno | Manifestazione    | Sede       | Evento         | Risultato  | Prestazione | Note  |
| ---- | ----------------- | ---------- | -------------- | ---------- | ----------- | ----- |
| 1986 | Mondiali juniores | Atene      | 200 m piani    | 4ª         | 23"46       |       |
| 1986 | Mondiali juniores | Atene      | Salto in lungo | 7ª         | 6,13 m      |       |
| 1986 | Mondiali juniores | Atene      | 4×100 m        | Oro        | 43"78       |       |
| 1991 | Mondiali          | Tokyo      | 100 m piani    | 8ª         | 11"52       |       |
| 1991 | Mondiali          | Tokyo      | 4×100 m        | Batteria   | dnf         |       |
| 1992 | Giochi olimpici   | Barcellona | 200 m piani    | 5ª         | 22"30       |       |
| 1992 | Giochi olimpici   | Barcellona | 4×100 m        | Oro        | 42"11       |       |
| 1995 | Mondiali indoor   | Barcellona | 60 m piani     | Bronzo     | 7"11        |       |
| 1995 | Mondiali indoor   | Barcellona | 200 m piani    | Semifinale | dns         |       |
| 1995 | Mondiali          | Göteborg   | 100 m piani    | 4ª         | 11"07       |       |
| 1995 | Mondiali          | Göteborg   | 200 m piani    | Semifinale | 22"91       |       |
| 1995 | Mondiali          | Göteborg   | 4×100 m        | Oro        | 42"12       |       |
| 1996 | Giochi olimpici   | Atlanta    | 200 m piani    | 8ª         | 22"61       |       |
| 1996 | Giochi olimpici   | Atlanta    | 4×100 m        | Oro        | 41"95       | [ 1 ] |
| 1997 | Mondiali indoor   | Parigi     | 200 m piani    | Finale     | dns         |       |
| 1997 | Mondiali indoor   | Parigi     | 4×400 m        | Argento    | 3'27"66     | [ 1 ] |

## Altre competizioni internazionali
1994
- 4ª alla Grand Prix Final ( Parigi), 100 m piani - 11"12

1995
- Bronzo alla Grand Prix Final ( Monaco), 200 m piani - 22"71